# Medina Azahara (álbum)
Medina Azahara es el álbum debut de la banda de rock española Medina Azahara, publicado en 1979 por CBS Records. 
Aunque el título original del álbum es Medina Azahara, es conocido popularmente como "Paseando por la mezquita", gracias a la canción del mismo nombre que abre el disco.

## Lista de canciones
1. "Paseando por la Mezquita" - 5:00
2. "En la Mañana" - 3:25
3. "Hacia Ti" - 5:14
4. "Si Supieras" - 5:02
5. "Busco" - 4:35
6. "Amiga" - 4:15
7. "Sé" - 5:13
8. "Recuerdos del Ayer" - 4:26

## Créditos
- Manuel Martínez: Voz
- Miguel Galán: Guitarra
- Manuel Salvador Molina: Bajo
- José Antonio Molina: Batería
- Pablo Rabadán: Teclados